# Тотальный театр
Тотальный театр (нем. Gesamtkunstwerk; Totaltheater) — театральное произведение, который сочетает несколько видов искусства: музыку, живопись, литературу и т. д. для создания единого, тотального, гармоничного восприятия. Происходит от идеи Рихарда Вагнера Gesamtkunstwerk («совокупное произведение искусства») 1850-х годов.

## История
Первой попыткой воплощения этого эстетического идеала был Байрёйтский театр, построенный в 1870-х по проекту Вагнера для исполнения его опер. Воплотить Gesamtkunstwerk пытались архитекторы Баухауса в 1920-х, которые впервые использовали термин «тотальный театр», который должен был стать «художественным произведением, органичной системой связей между светом, пространством, поверхностью, движением, звуком и человеком…». Проект театра этого заведения использовал новые технические изобретения и эксперименты — сферическое пространство для зрителей, которых окружали звуками, запахами, движениями и кинопроекцией.
Концепция тотального восприятия была важна в произведениях символистов.
Во второй половине XX в. к идее тотального театра вернулся Жан-Луи Барро, который в течение 1958—1968 гг. возглавлял парижский театр «Одеон». Барро включил в свой театр кино, музыку, балет, философию и тотальный эксперимент. В 1960-х годах словосочетание «тотальный театр» и «тотальное искусство» применяли к представителям модернистских течений, которые осуществляют свои выступления с использованием всех имеющихся художественных средств для создания спектакля. Видным представителем идей модернизма и тотального театра стал Жан Кокто.
В 1970-х «тотальным» начинают называть театр, который убегает от диктата режиссера, ищет самобытный, новый ключ к драматическому произведению. Теоретически эту проблему сформулировал Георгий Товстоногов, который сосредоточился на способе отбора предлагаемых обстоятельств, диктуемых эстетикой конкретного драматурга. Этим же путем шли Питер Брук (Англия) и Джорджо Стрелер (Италия). В пьесах они искали новый, неповторимый способ отбора предлагаемых обстоятельств, которые задал драматург. Таким образом, театр оперировал всеми средствами сценической выразительности, показывал динамизм, охватывал различные театральные системы, формы и жанры.